# トーキング・ヘッド
『トーキング・ヘッド』（Talking Head）は、1992年の日本映画。

## 物語
超大作アニメ映画『Talking Head』の公開が間近に迫る。しかし、製作現場は納期1ヶ月前になってもシナリオさえ完成しておらず、監督も失踪してしまうという危機的状況にあった。そこで、どんな仕事も必ず完成させる演出家こと「私」が呼ばれたが、製作スタッフが次々と殺害されてゆく。果たして映画は完成するのか。

## スタッフ
- 監督・脚本：押井守
- 撮影：間宮庸介
- 照明：保坂芳美
- 照明応援：泉谷しげる
- 美術：花谷秀文
- 美術応援：伊藤猛、行定勲、吉田えつ子、長澤茂和
- 録音：岩橋政志
- 編集：松尾浩
- 監督補：伊藤和典
- 造型：MOBY DICK
- 音楽：川井憲次
- 作詞：児島由美
- 挿入歌『Talking Head』：伊集加代子
- 音響監督：千葉繁
- 制作：エンボディメント・フィルムズ
- 製作：バンダイ

### 劇中アニメパート
- キャラクターデザイン：美樹本晴彦
- メカデザイン：河森正治
- 原画：金田伊功、黄瀬和哉
- 美術：小倉宏昌
- 制作：IGタツノコ、石川光久

## 出演
- 私：千葉繁
- 多美子：石村とも子
- 鵜之山：野伏翔
- 半田原：立木文彦
- 伊藤：ハント敬士
- 田原：松山鷹志
- 板野：藤木義勝
- 千恵：佐々木菜摘
- 北久保：伊藤寿克
- 山下：加藤雅也
- アヤ：真山惠衣
- ツヤ：くじら
- しじみ：田中真弓
- 河合：石原慎一
- 森田：及川ヒロオ
- お客さん：兵藤まこ

※声の出演
- 予告編：玄田哲章
- 大塚：山寺宏一

## 制作の経緯
押井によると、本作は押井が『機動警察パトレイバー2 the Movie』の監督を引き受けることとの交換条件として制作されることになったという。また、「監督が失踪した」というシチュエーションは、押井が監督した『うる星やつら オンリー・ユー』での体験を踏まえたものであると述べている。ロケが行われたのは、山形県上山市にあった、伊藤和典の実家の映画館（トキワ館）である。美術協力として行定勲が参加している。

## アニメーションパート
本作には3箇所のアニメーションパートがある。まず冒頭近くで、「私」が完成させたというアニメ映画の一シーンが登場する。この箇所は美樹本晴彦・河森正治という『超時空要塞マクロス』のメインスタッフ2人がキャラクターとメカのデザインを担当している。
次に、作画監督の登場人物が線画アニメでメッセージを伝えるパート。のちに『新世紀エヴァンゲリオン』のテレビ放映最終回で線画アニメのパートが登場した際、本作のこの演出との類似が一部で話題にされたが、『エヴァンゲリオン』の監督である庵野秀明は「僕はそれ、見てないのに」とコメントしている。
ラスト近くにリュミエール兄弟の『ラ・シオタ駅への列車の到着』を線画アニメに起こしたものが使用されている。

## 「映画論」映画
あらすじは上記の通りであるが、作中では登場人物が映画論やアニメ論を語るセリフが多く含まれており、一種の「映画論映画」でもある。押井は公開当時に販売された絵コンテ集に掲載した文章の中で、
（太字は原文ママ）と記している。登場人物たちが映画史的言及をする際に用いる言葉は、四方田犬彦の『映画はもうすぐ百歳になる』やエリック・バーナウの『魔術師と映画』の引用によるもの。
上記の通り『ラ・シオタ駅への列車の到着』のアニメーションが登場するが、このほかに劇中で試写室から人が出てくる場面は、同じくリュミエール兄弟の『工場の出口』を模したものだと押井は同人誌のインタビューで述べている。

## その他
登場するアニメスタッフの名前には実在のアニメーション関係者をもじったものが含まれている。
本編のパラレルワールドに位置する長編オリジナルドラマCD『ゲーデルを夢見て～録音監督1993年』がある。

## DVD
2003年2月に発売されたDVD-BOX「押井守シネマ・トリロジー 初期実写作品集」に収録されている。単体版は2010年4月にリリースされた。